# Артиллерия Греческого королевства
 Артиллерия Греческого королевства была преемницей греческой артиллерии эпохи Освободительной войны и далёкой предшественницей сегодняшних артиллерийских войск Греческой республики.
На протяжении почти восьми десятилетий с момента установления монархии королевской греческой артиллерии не пришлось принимать участие в каких либо серьёзных военных действиях, за исключением кратковременной тридцатидневной греко-турецкой войны 1897 года,
Однако пройдя трудный путь своего становления и следуя международным тенденциям развития этого рода войск, к 1912 году артиллерия Греческого королевства была готова принять участие в победоносных для греческого оружия Балканских войнах

## Греческая артиллерия в период царствования короля Оттона (1833—1863)

Флаг короля Оттона

После убийства первого правителя И. Каподистрии только что воссозданная страна вступила в полосу безвластия, если не анархии, регулярная армия по сути была расформирована. Немногочисленные регулярные и иррегулярые части не соблюдали военной дисциплины и не обеспечивали необходимую безопасность государства.
Баварец Оттон Виттельсбах принял греческую корону в семнадцатилетнем возрасте после упразднения Греческой республики в 1832 году. При этом великие державы (Англия, Россия, Франция) настояли на титуле «король Греции» вместо «Король греков» (как у последующих греческих монархов). Державы также были заверены обещаниями его отца не предпринимать действий, враждебных Османской империи.

### Формирование регулярной армии

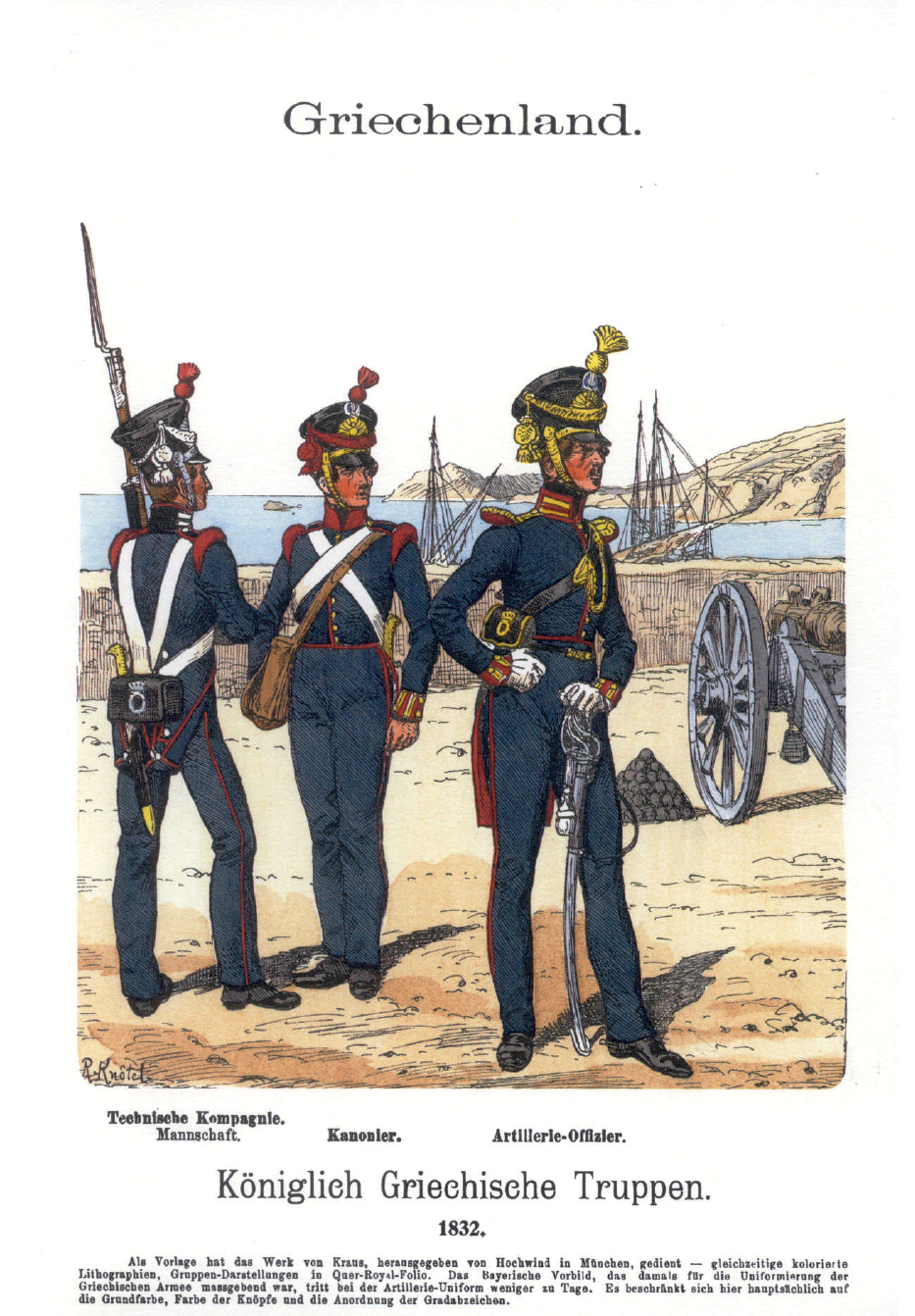
Греческие артиллеристы в первые годы правления Оттона. Слева направо — сержант инженерного корпуса, пушкарь, лейтенант артиллерии

Новые, королевские, власти приступили к формированию своей регулярной армии в 1833 году. В том что касается артиллерии, в феврале того же года были сформированы 6 рот артиллерии насчитывавших 4 офицера и 100 рядовых, каждая и 1 рота упряжных лошадей (126 человек с необходимым числом лошадей). Кроме этого была сформирована ремонтная рота насчитывавшая 132 человек.
В июле 1833 года был сформирован батальон артиллерии и управление центрального арсенала. Батальон состоял из существовавших 6 артиллерийских рот и 1 роты упряжных лошадей. Руководству Арсенала были подчинены ремонтная рота, сам арсенал и «заводы» артиллерии. Штаб и ремонтная рота насчитывали 152 человек.
Королевским указом были установлены мундиры рядовых и офицеров артиллерии. Отличительным цветом мундиров артиллерии был вишнёвый, с эмблемой жёлтого пламени, в отличие от белого пламени пехоты. Для офицеров артиллерии был добавлен как дополнительный знак на воротнике, рядом с нашивками звания, вышитая рукой «огненная граната». Мундиры штабистов были такими же, с той лишь только разницей, что на пуговицах их мундиров была выбита королевская корона.
В конце 1833 года артиллерия состояла из штаба артиллерии, одного батальона состоящего из 7 рот (6 рот артиллерии и 1 роты упряжных), арсенала и артиллерийского завода. Общее число артиллеристов насчитывало 891 человека.
Оружием рядовых артиллерии был карабин с примкнутым штыком и сабля с бронзовой рукояткой. В этот период греческая артиллерия располагала в общей сложности 8 орудиями присланными из Баварии.

### Период 1836—1842 годов
В январе 1836 года силы артиллерийского батальона были ограничены в 4 роты и 1 роту упряжных, но была сформирована и вторая ремонтная рота при арсенале. В мае 1837 года батальону была добавлена 5-я рота и, одновременно, была расформирована 2-я ремонтная рота при арсенале.
Таким образом до 1842 года королевская артиллерия состояла из Штаба артиллерии, одного батальона артиллерии из 5 рот и 1 упряжной роты, и арсенала, насчитывавших в общей сложности 840 человек. В том же году гаубица была установлена как орудие горной артиллерии.

### Период 1842—1853 годов
В июне 1843 года батальон артиллерии был расформирован и вместо него был сформирован «Дивизион артиллерии», который состоял из штаба, одной роты полевой артиллерии и двух рот горной артиллерии. Упряжная рота была расформирована и её личный состав и лошади были распределены между ротами полевой и горной артиллерии. До 1844 года артиллерией командовал Э. Схинас:334. 17 сентября 1852 года в состав дивизиона была добавлена ещё одна рота горной артиллерии и артиллерия насчитывала 398 человек и 109 лошадей. Были сформированы также центры логистики, которые были подчинены арсеналу.

## Период Крымской войны
Правление Оттона не было отмечено серьёзными военными операциями. Причиной были обязательства династии Виттельсбахов не предпринимать действий против Османской империи. К тому же, на суше и на море, королевство Оттона, с самым маленьким населением среди существовавших тогда государств Европы (750 тыс. в 1834 году, 1100 тыс. в 1862 году):297, не располагало силами для ведения больших военных операций самостоятельно. Но новость о русско-турецкой войне, преподносившейся как война за православие:254, вызвала в Греции энтузиазм и милитаристскую атмосферу. Присоединение провинций, оставшихся за пределами возрождённого государства, встало на повестку дня. Одновременно слухи о вытеснении православия из «Святой Земли» и о угрозах Вселенскому патриархату умножали милитаристские настроения православных греков.
Россия усилила эту атмосферу через неопределённые обещания своих официальных лиц греческим политикам, поскольку вступление Греции в войну против Османской империи создавало отвлекающий военный фронт. Хотя греческий королевский двор и почти все министры были сторонниками войны, официального вступления в войну не последовало. Но король и правительство не стали чинить препятствий для ведения негласной войны. Иррегулярные отряды добровольцев из Греческого королевства и Ионических островов, вместе с якобы мятежными частями армии, вторглись в османские провинции и при поддержке местных военачальников подняли восстания:468.
Тщетно послы в Париже А. Маврокордатос, в Лондоне Х. Трикупис и Константинополе А. Метаксас предупреждали короля об опасности и абсурдности подобной политики:238. Веря своей тёте, великой княгине Софии, Оттон полагал, что Австрия согласится на присоединение Фессалии к Греции. Но он не осознавал, что Британия и Франция будут противодействовать любому изменению границ в ущерб Османской империи и игнорировал присутствие флотов двух держав в Эгейском море:133. Эта политика делала Грецию единственной союзницей России, против Альянса (Великобритания, Франция, Османская империя и Сардинское королевство), который косвенно поддерживала Австрия. При неофициальной поддержке Греции, откуда непрерывно шли бойцы, оружие, припасы, в восстание были вовлечены Эпир, Македония и Фессалия.
15 января 1854 года восстание охватило юг Эпира и османские силы укрылись в Арте и Превезе. Сюда подошли С. Караискакис и Д. Гривас, «дезертировавшие из армии», под благословение военного министра, а затем Т. Гривас, который с боями подошёл к столице Эпира, Янине. Силы повстанцев Эпира достигли 2 тыс. бойцов:134.
Из Греции последовали и другие ветераны и молодые офицеры, такие как К. Тзавелас, Н. Зервас и др., а также отряды с Ионических островов под командованием В. Минотоса и Д. Драгонаса:469.
Фессалия также восстала в январе. Отряды партизан вошли на османскую территорию из греческого города Ламия, с боеприпасами, которыми их обеспечил начальник жандармерии, согласовав свои действия с военным министром Суцосом, и начали боевые действия против албанских гарнизонов. В Македонии восстало греческое население Гревена, Халкидики и Олимпа. Здесь восстание возглавили вернувшиеся на родину во главе 700 бойцов ветераны Освободительной войны Т. Зиакас и Т. Каратассос.
Ни давление послов Британии и Франции, ни османский ультиматум от 7 марта 1854 года, не смогли убедить Оттона прекратить поддержку повстанцев. Оттон и королева Амалия «потеряли связь с действительностью, не осознавали реальные возможности страны, её пределы в внешней политике и возможные последствия»:471. По истечении срока ультиматума, который требовал отзыва офицеров и прекращение поддержки повстанцев, османы прервали дипломатические отношения с Грецией 10 марта. Греция шла к конфликту с Британией и Францией. Посольства двух стран известили греческий двор, что их корабли будут производить досмотр торговых судов и конфискацию, в случае наличия на борту оружия и боеприпасов. 10 апреля Британия объявила о своём намерении вмешаться, подразумевая угрозу будущему монархии Оттона. Англичане и французы заявили также, что они силой оружия удовлетворят свои финансовые претензии касательно выплаты предыдущих займов:135.
Несмотря на предупреждения, Оттон был в недоумении и растерянности, когда 13 мая французские военные корабли вошли в Пирей и высадили 2 тыс. солдат под командованием Форе, а затем британский полк. Командование союзными силами принял французский адмирал Barbie de Tinan.
14 мая Оттон провозгласил нейтралитет Греции в «Восточной войне» и прекращение деятельности партизанских отрядов:472. Одновременно он был вынужден сформировать новое правительство, которое возглавил его политический противник А. Маврокордатос:239.
Тем временем в Эпире, в марте Гривас дал трёхдневный бой у Мецово против сил Авди-паши. Оставшись без боеприпасов, повстанцы совершили прорыв и через Фессалию вернулись на территорию королевства:229.
На юге Эпира, повстанцы К. Тзавеласа потерпели поражения в боях (13 апреля у Пета, 12 мая у Скулики) против османских сил, в состав которых входили французские и британские офицеры и артиллеристы:230. Упустив возможность поставить европейские державы перед свершившимися фактами и потеряв поддержку из Греции, отряды рассеялись и вернулись на греческую территорию:136.
Несмотря на непрерывные победы в Фессалии, повстанцы и здесь были вынуждены прекратить операции, после того как из Афин поступили приказы о свёртывании восстания и отзыве офицеров. В Западной Македонии, решающий бой был дан 16 (28) мая у Спилео, Гревена, где Карамициос и Зиакас отбили атаку турок. Только после вмешательства и при посредничестве консулов Британии и Франции, Зиакас оставил Гревена и вернулся в Греческое королевство.
На полуострове Халкидики бой 16 (28) мая был последним. Повстанцы Каратассоса выстояли. Но после образования в Афинах «Оккупационного министерства», отзыва офицеров и предоставлении амнистии османскими властями, восстание было свёрнуто. 1 июня, при посредничестве консулов, повстанцы были приняты на борт французского корабля и были доставлены, при оружии, в греческий Халкис:118.
Уход Каратассоса из Халкидики и давление оказанное европейскими консулами на повстанцев Олимпа, вынудили их свернуть активные военные действия. Но здесь, ядра повстанческих отрядов остались в резерве до 1878 года (Пиерийское восстание):470:119. Поражение Греческого королевства во всех сферах — военной, политической, дипломатической, экономической — было очевидно:473. Новое правительство получило в народе имя «Министерство оккупации». В довершение французские войска принесли с собой холеру, которая с июля по ноябрь 1854 года унесла в Афинах 3 тысячи жизней, то есть десятую часть населения этого маленького тогда города:478. Холера, блокада и оккупация полностью подорвали экономику страны.
Оккупация Пирея продолжилась и после окончания Крымской войны (30 марта 1856), до февраля 1857 года, поскольку Британия и Франция добивались контроля над финансами Греции и выплаты внешнего долга королевства:255. Как писал греческий историк Каролидис, оккупационные войска не собирались уходить и ушли только после протестов России:276.
При всех негативных последствиях этих событий, позитивным фактором стала смена господствовавшей до того в Греции военной доктрины. До событий этого периода, в военных кругах Греции придавали чрезмерное значение иррегулярным войскам и тактике партизанской войны, по причине их успешной деятельности в годы Освободительной войны (1821—1829). Первые последствия этих ошибочных представлений проявились в годы Крымской войны. В этот период, кроме того что на греко-турецкой границе не было никаких значительных греческих сил, наступательные действия против Османской империи ограничились вторжением иррегулярных отрядов в Эпир, Фессалию и Македонию. В какой мере эти действия помогли России, для некоторых историков является спорным вопросом. Однако бесспорным является тот факт, что не располагая серьёзной регулярной армией и флотом, Греческое королевство допустило оккупацию Пирея французами и англичанами, что вместе с холерой привело к падению духа народа.

## Период с Крымской войны и до низложения Оттона
В мае 1854 года при военном министерстве был образован «Департамент артиллерии», для научных изысканий объектов, которые принадлежали научно-технической службе артиллерии.
Законом от 29 мая 1859 года служба в армии была уменьшена с 4 в 3 года. Демобилизованные переводились в резерв на 3 года, в течение которых они периодически принимали участие в учениях, отзываемые в те же артиллерийские части из которых они были демобилизованы.
В сентябре 1860 года, Дивизион артиллерии был вновь преобразован в батальон, который состоял из штаба и 5 рот (2 полевой, 2 горной артиллерии и 1 роты гарнизонной (крепостной) артиллерии). Арсенал состоял из Управления складов пиротехники и 8 центров логистики боеприпасов. Приказом от октября 1861 года была установлена подготовка батальона артиллерии, которая была разделена на теоретическую и практическую. При батальоне были организованы 3 школы — для офицеров, для унтер-офицеров и для пиротехников и артиллеристов. Фронтовая (приграничная и побережья) артиллерия получила первые гаубицы.
В октябре 1862 года Оттон был низложен. Для греческой армии и артиллерии наступил новый период.

## Политическая жизнь в период между двумя династиями и её артиллерийский оттенок
После низложения Оттона 10 октября 1862 года, страна вступила в период антагонизмов политических партий, основными представителями которых в парламенте стали «горные» и «равнинные». Политический термин «горные» (Монтаньяры) ведёт своё начало с периода Великой французской революции. Однако появление в греческом парламенте в период 1862—1863 годов партий «равнинных» (Πεδινοί) и «горных» (Ορεινοί) лишь косвенным образом связано с Французской революцией и имеет прямое отношение к греческой артиллерии тех лет.
.

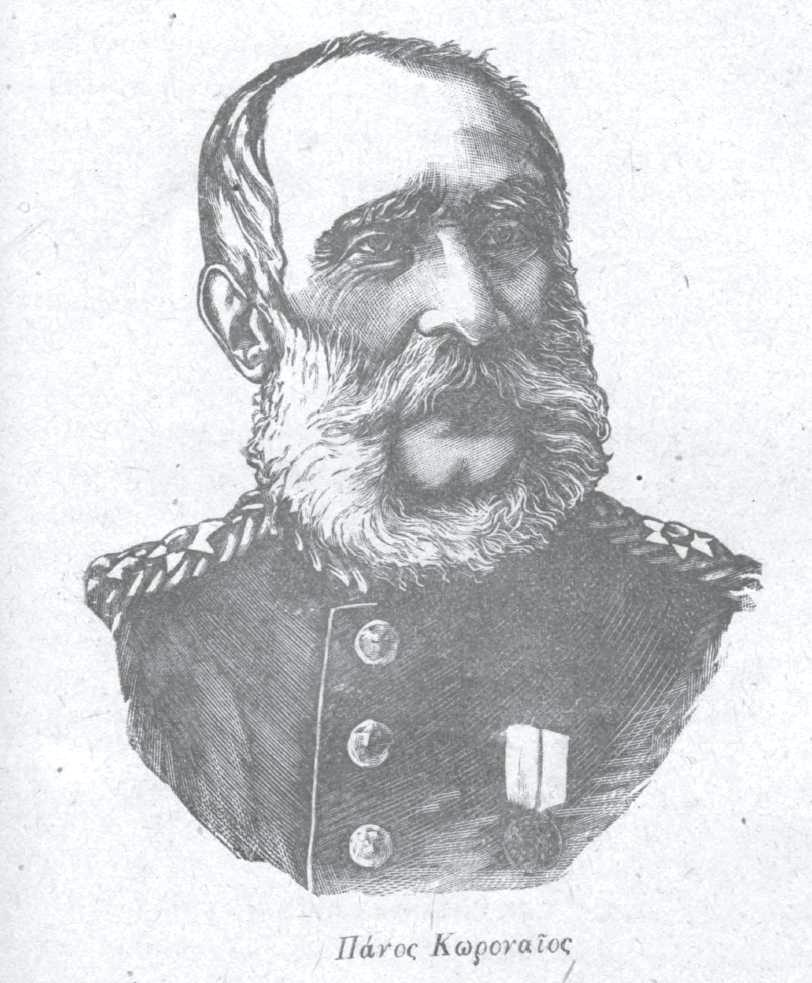
Полковник артиллерии П. Коронеос.

По стечению обстоятельств, одним из лидеров консерваторов «равнинных» был офицер (полевой) артиллерии Пападиамантопулос, в то время как среди лидеров революционеров «горных» выделялся полковник (горной) артиллерии П. Коронеос. Полковник Коронеос был известным в стране и армии офицером: С началом Крымской войны, вместе с сотнями греческих добровольцев, он вступил в Греческий легион императора Николая I и принял участие в обороне Севастополя. В мае 1861 года, уже в звании полковника, был обвинён в заговоре против короля Оттона и заключён в тюрьму:147. 31 января он был освобождён в Навплионе восставшими офицерами. 21 мая 1862 года королевские войска нанесли восставшим поражение, Коронеос был ранен и взят в плен:148. Он стал членом Национального собрания после революции 1862 года:170.
После восхождения на престол в марте 1863 года короля Георга, политическая жизнь нормализовалась и «горные» и «равнинные» самораспустились.

## Период правления короля Георга с его восхождения на престол и до 1897 года

Государственный флаг Греческого королевства с 1863 года.

Возведение на престол новой династии ознаменовало, кроме прочего, ослабление связей с Баварией образовавшихся за три десятилетия правления Оттона.
Новые власти сделали выводы о политике предшественников в отношении армии и в частности артиллерии в период 1833—1863 годов. Было отмечено, что в означенный период число военных частей не только не увеличивалось, но уменьшалось.
Это было результатом:
- Турбулентной политической обстановки и большого числа революционных выступлений.
- Удручающего финансового положения страны и давления иностранных правительств по выплате займов полученных в годы Освободительной войны и первых лет монархии Ошибочного представления, что освобождение греков остававшихся на османских территориях было возможным силами иррегулярных частей.

В результате финансы для организации регулярной армии не были выделены.

### Военные реформы новой династии
В 1863 году артиллерия состояла из штаба, батальона орудий из 5 рот и арсенала.
В течение 1864 года был издан ряд законов и указов о (ре)организации армии. В том же году Британия передала Греции Ионические острова, что усилило её экономику и мобилизационные возможности.
Указом от 18 ноября 1866 года в составе артиллерии были указаны штаб, 1 батальон из 6 рот (876 человек) и арсенал (состоящий из ремонтной роты, порохового завода и центров логистики — 203 человек). Этот состав артиллерии оставался неизменным до 1877 года.
В ноябре 1864 года учёба в Военном училище эвелпидов была установлена в 6 лет. Первые три года учёба была общей для всех курсантов. С четвёртого курса шло разделение на классы кавалерии и пехоты, и технических родов войск. По окончании последнего выпускники направлялись в инженерный корпус или артиллерию в звании младшего лейтенанта.
В декабре 1866 года были привезены из Франции нарезные полевые и горные орудия. На вооружение артиллеристов были приняты короткоствольные ружья образца 1829 года.
В марте 1877 года (до начала русско-турецкой войны) были закуплены 4 батареи 75 мм полевых орудий.

## Критский вопрос

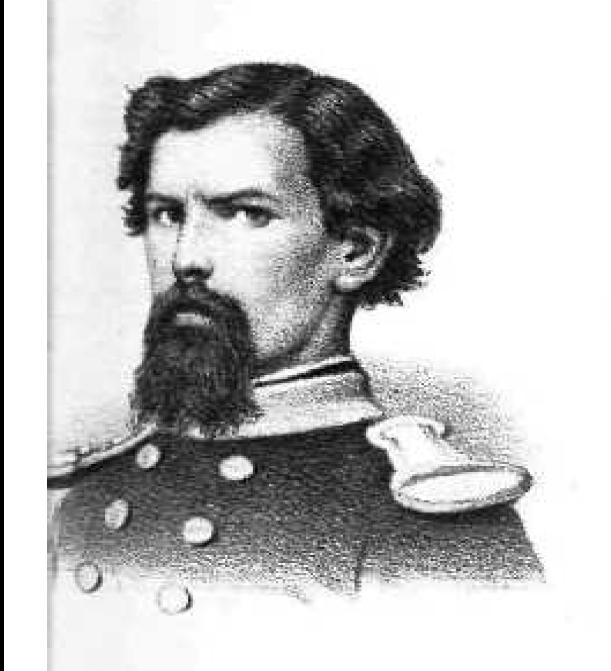
Офицер артиллерии Александрос Праидис. Погиб в сражении с турками при Вафе 12 октября 1866 года.

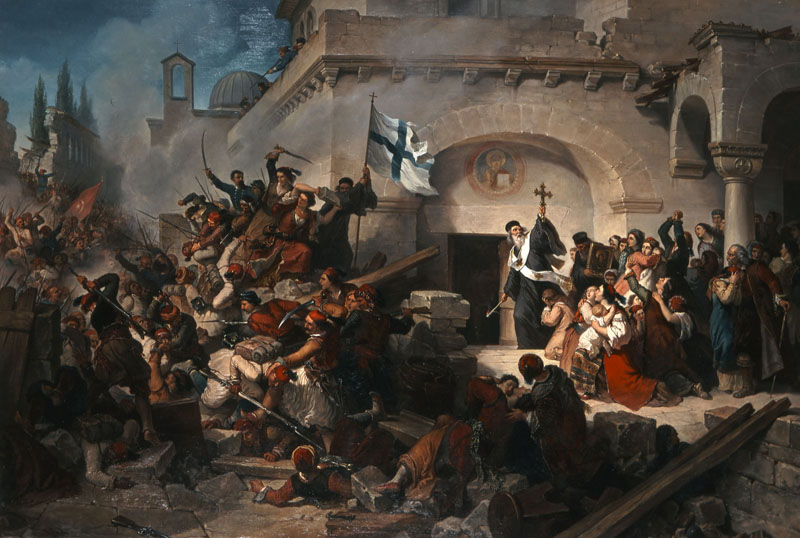
Художник Джузеппе Лоренцо Гаттери (1829—1884): «Холокост Аркади»

За десять лет до начала русско-турецкой войны 1877—1878 годов, основным вопросом, который занимал греческую дипломатию и генштаб был Критский вопрос и очередное Критское восстание.
Одновременного выступления с Сербией греческой дипломатии не удалось обеспечить. Согласно Д. Дакину, за свою пассивность и отступление от союзных договоров, при посредничестве британской дипломатии Сербия была вознаграждена небольшими территориальными приобретениями:197.
Не располагая по сути военным флотом, Греческое королевство не могло оказать восставшему острову существенной помощи. Купленные с началом восстания в США колёсные почтовые пароходы «Аркади», «Крит» и «Энозис» прорывали установленную османским флотом блокаду острова, но не могли в корне изменить обстановку:168. Греческое королевство ограничилось отправкой на Крит офицеров и припасов.
В октябре 1866 повстанцы нанесли поражение туркам при Врисес. Генерал-майор артиллерии П. Коронеос и полковник И Зимвракакис отправились на помощь повстанцам, во главе 800 добровольцев:172. После поражения при Вафе и прибытия новых добровольцев, в числе которых были гарибальдийцы и другие филэллины, повстанцы приняли решение 12 (24) октября продолжить борьбу. 45 тыс. турок сконцентрировали своё наступление на штаб Коронеоса в монастыре Аркади, но Коронеос покинул монастырь. Оставшиеся в монастыре 400 повстанцев, после 2-х дневного боя, взорвали пороховой погреб и погребли под обломками себя, находившихся там женщин и детей и 450 турок вступивших в монастырь. К. Зимвракакис и Коракас продолжили партизанскую войну:174.

## Период русско-турецкой войны 1877—1878 годов

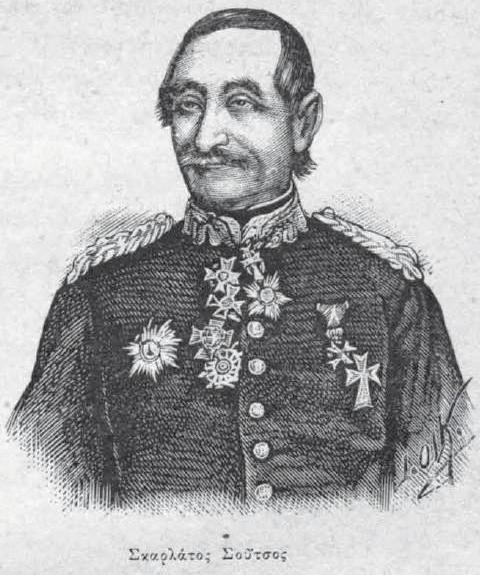
Генерал-лейтенант артиллерии С. Суцос.

После начала восстания в Боснии, 18 (30) июня 1876 года Сербия объявила войну Османской империи, за ней последовала Черногория. Этого было достаточно, чтобы вновь создать в Греции милитаристскую атмосферу.
19 сентября (1 октября), на митинге у Афинского Акрополя историк К. Папарригопулос обвинял правительство, что не готовит страну к войне. Премьер-министр А. Кумундурос был готов уступить требованию народа вступить в войну. Однако Х. Трикупис, Т. Заимис и Э. Делигеоргис сдерживали его от этой авантюры, считая что по примеру проявленному Сербией в период последнего Критского восстания, Греция должна остаться нейтральной, в надежде, что как и в предыдущем случае с Сербией, она будет вознаграждена за сдержанность британской дипломатией:197.
При этом, греческие политики были убеждены, что если в войну вступит Россия, она непременно завершится поражением осман, но одновременно, они пришли к выводу что приоритеты России изменились — на первый план выступала не поддержка православия, а панславистские цели:197.
Начало русско-турецкой войны усилило в Греции милитаристскую атмосферу. Британский посол запросил у Х. Трикуписа гарантии, что Греция останется нейтральной, но Трикупис отказался предоставить их:199.
Как и в период Крымской войны, в Эпир и Фессалию стали просачиваться иррегулярные отряды. 26 декабря 1877 (7 января 1878 год)а был объявлен призыв 10 тыс. резервистов:201. Королевский двор, следуя советам послов Великих держав не помышлял вступить в войну на стороне России. Кроме печального опыта предыдущей династии в период Крымской войны, королевский двор осознавал, что регулярная армия королевства по прежнему не представляла собой значительную силу, а по прошествии двух десятилетий уменьшились и иррегулярные силы. Однако надо было что-то делать с воинственно-настроенным общественным мнением.
21 января 1878 года греческая армия насчитывавшая 23 500 человек, под командованием генерал-лейтенанта артиллерии С. Суцоса, и имея в своём составе 24 орудия:201, вторглась в османскую Фессалию. Последовали протесты послов Великих держав, и растерянный Э. Делигеоргис просил их (!), чтобы протесты были выражены в форме официального демарша, чтобы он смог отозвать армию и оправдаться перед общественным мнением. Между тем была получена информация, что 22 января (3 февраля) русские и турки подписали перемирие и через день армия была отозвана, не развивая первоначальный успех и не удерживая занятые территории:202.
Сан-Стефанский мир 1878 года, игнорировал греческие интересы, предусматривал создание «Великой Болгарии», «которая», согласно Дакину, «сама не приложила особых усилий для получения своей свободы»:205, включение в новое государство греческих, с точки зрения греков, городов Македонии и Западного Причерноморья. Идеалы панславизма той эпохи поэтически говорили о том что «От скал Афона вплоть до поморян ………… раскинулись владения славян». Сан-Стефанский мир не включал непосредственно скалы Афона (полуостров Халкидики) в новое славяно-язычное государство:277, но греческое население остальных областей Македонии, принявшее участие во всех греческих революциях с 1770 года и жаждущее воссоединения с Грецией пришло в движение:156.
Пиерийское восстание стало самым известным из выступлений греков — македонян.
На Берлинском конгрессе 1878 года не высматривалась вероятность того, что обещания данные греческому королевскому двору будут исполнены. Однако не свернув окончательно партизанскую войну в Македонии и шантажируя вторжением регулярной армии на османские территории, что могло спровоцировать новую большую войну, 31 марта (12 апреля) 1881 года Греция вынудила Великие державы, а через них Османскую империю, предоставить ей бо́льшую часть Фессалии и небольшую территорию в Эпире:211. В конечном итоге, за проявленную сдержанность в ходе русско-турецкой войны, греческий королевский двор был вознаграждён увеличением территории королевства на 13 тыс. кв км и увеличением населения королевства на 500 тыс. человек:212.
Кроме значительного для масштабов королевства увеличения населения, что сказалось и на мобилизационных возможностях армии, существенным был тот факт, что как в древности, так и сейчас равнинная Фессалия оставалась житницей Греции и основным поставщиком коней для кавалерии и артиллерии. Несмотря на успехи греческой дипломатии, в том что касалось армии, как в период Критского восстания так и в период русско-турецкой войны, Греция оказалась неподготовленной для осуществления своих национальных целей. Непродолжительная мобилизация была организована на скорую руку, в частях ощущался недостаток подготовленных офицеров, артиллерия была неподготовленной к войне, логистика была абсолютно неорганизованной. Основываясь на этих выводах, после воссоединения Фессалии и части Эпира, армия приступила к своей реорганизации.

## Организация армии в период 1877—1881 годов

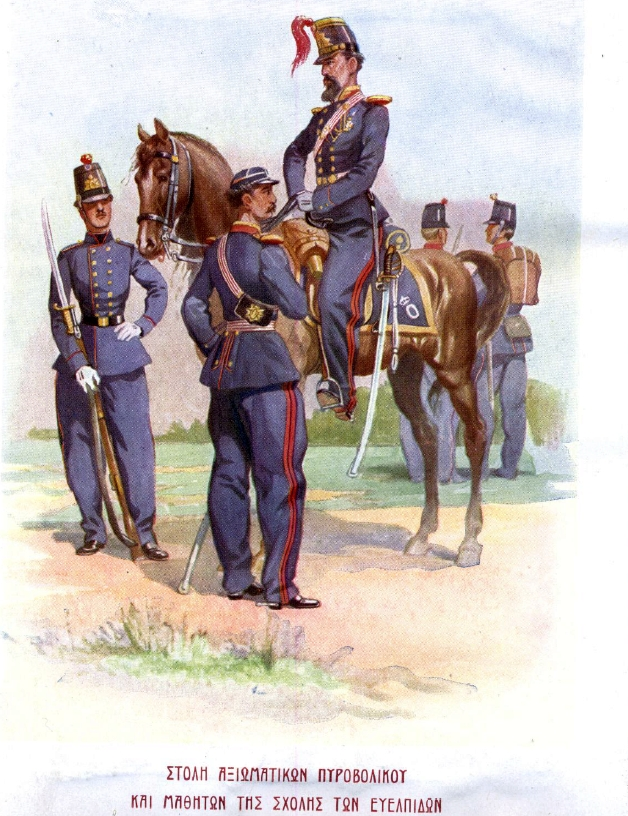
Мундиры артиллеристов и кадетов 1880 года, рисунок Паноса Аравантиноса. Верхом на коне командир военного училища П.Колокотронис.

Законом принятым в разгар русско-турецкой войны, в июне 1877 года «О временной организации армии», было установлено что армия будет состоять из 2 дивизий, каждая из которых будет иметь 2 бригады, в составе которых будут пехота, батальон эвзонов, кавалерия, инженерная часть и соответствующие части артиллерии. Таким образом предусматривалось подчинение артиллерии большим соединениям. Согласно этому закону артиллерия состояла из одного полка и арсенала. Полк состоял из 1 дивизиона полевой артиллерии и 2 дивизионов горной артиллерии, каждый из которых состоял из 4 батарей и каждая из батарей имела 6 орудий. Полк артиллерии базировался в Афинах и насчитывал 1959 человек и 1130 животных. За несколько недель до начала русско-турецкой войны, в марте 1877 были куплены 4 батареи 75-мм орудий.
Королевским указом от декабря 1877 года было определено, что артиллерийские батареи будут вооружены 75-мм орудиями фирмы Krupp, в то время как не мобильные орудия будут калибра 87 мм. Было установлено, что каждая батарея будет иметь по 6 орудий.
В 1879 году в состав артиллерии была добавлена ещё одна упряжная рота.
Указом от 8 июля 1880 года «О мобилизации действующей армии», было определено, что не мобильные батареи будут иметь тот же состав что и полевые батареи и в августе того же года был сформирован дивизион не мобильной артиллерии.
Указом от 27 декабря 1880 года «О составе действующей армии», состав артиллерии был определён из штаба, 4 отдельных (независимых) батальонов артиллерии (каждый из которых состоял из 4 батарей, 4 подразделений боеприпасов, по одному на каждый батальон артиллерии, 5 транспортных рот, 1 батальона гарнизонной артиллерии (состоящий из 4 рот), и Арсенал Навплиона, который включал в себя ремонтную роту, пороховой завод и завод боеприпасов и центры логистики. На 1881 год артиллерия насчитывала 6949 человек и 3992 упряжных животных.

### Период 1882—1896 годов

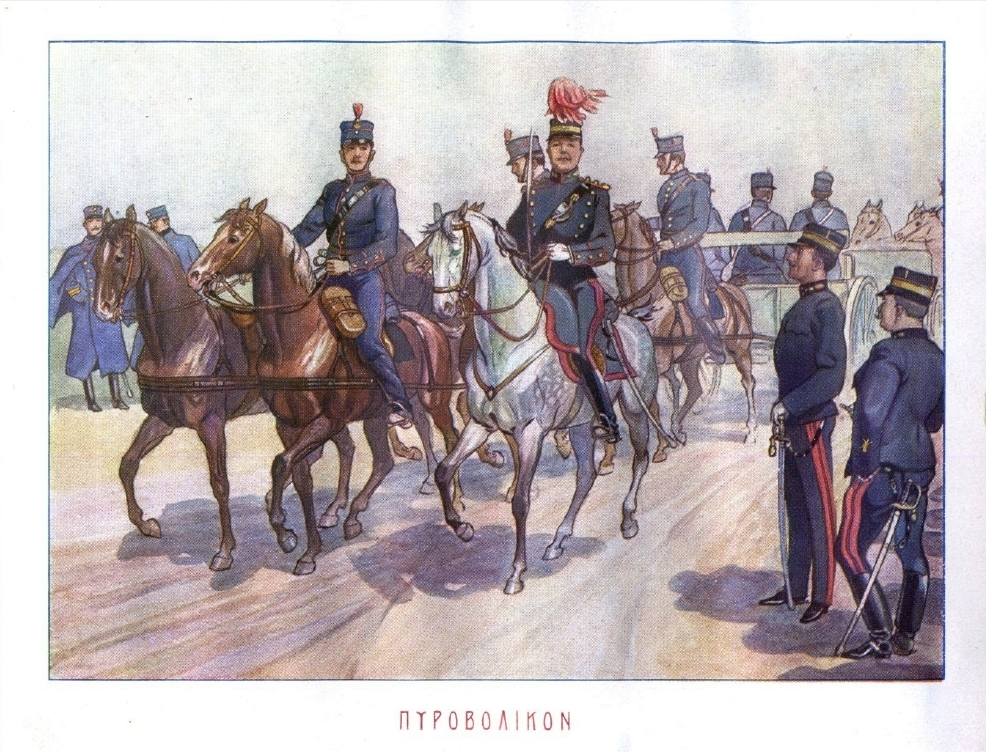
Греческая артиллерия в 1890 году.

При премьер-министре Х. Трикуписе был принят закон «О Организации армии на 22 июня 1882», согласно которому артиллерия состоит из штаба, 5 независимых (отдельных) батальонов артиллерии (каждый из 4 батарей), транспортной роты и арсенала, имея примерно тот же состав что и в 1880 году. Артиллерия насчитывала 2898 человек и 1003 упряжных животных.
Между тем аннексия Болгарией в 1885 году Восточной Румелии вновь вызвала в Греции милитаристскую атмосферу. Народ требовал от правительства аналогичных и упреждающих действий и идя на поводу общественного мнения правительство объявило всеобщую мобилизацию.
Однако Великие державы, дабы не допустить военных действий против Османской империи, вновь блокировали порты Греции:197. В результате, продлившаяся 8 месяцев мобилизация стала «фарсом и комедией», после которой 400 млн государственный долг увеличился ещё на 133 млн золотых драхм:199.
В декабре 1885 года были внесены изменения в предыдущий закон и артиллерия была организована в три отдельных полка (1-й, 2-й, и 3-й), арсенал, департамент центров логистики и завод боеприпасов. Штаб артиллерии был упразднён. Согласно этому закону, в мирный период допускалось в целях экономии уменьшение численного состава артиллерии, сохраняя однако число офицеров.
Законом от 28 мая 1887 года были внесены изменения в организацию армии и артиллерия состояла из 3 отдельных полков, арсенала и департамента логистики, который состоял из 14 центров логистики. Артиллерийские полки были смешанными, каждый из них состоял из 2 полевых батарей и 3 батарей горных орудий.
Королевским указом от 20 августа 1891 года было установлено, что все офицеры артиллерии в обязательном порядке должны были проходить службу в арсенале Навплиона.
Руководство подготовкой (обучением) греческой армии с 1882 по 1887 год было поручено французской миссии, возглавляемой генерал-майором Victor Vosseur, в составе которой были капитаны Chevalier и Perruchou. По их инициативе была создана Школа артиллерийской стрельбы. 5 апреля 1886 года вступило в силу Руководство службы в походе, которое было переводом французского руководства.
30 июня 1886 года офицеры в звании от капитана до подполковника были посланы во Францию, в Chalour, для переподготовки в артиллерийской стрельбе. В Афинах Методику стрельбы преподавал офицерам артиллерии капитан Chevalier. В том же году (1886) королевским указом был упразднён Штаб артиллерии.
19 ноября 1892 года королевским указом была создана Школа артиллерийской стрельбы при военном министерстве, с задачей теоретической и практической подготовки низших офицерских чинов, унтер-офицеров и инструкторов артиллерии. Были установлены процедура поступления офицеров и унтер-офицеров на учёбу, продолжительность и программа обучения, административные вопросы, вопросы преподавательского состава и все детали функционирования школы. В этот период были составлены первые руководства «Артиллерийского искусства» для подготовки курсантов Военного училища эвелпидов и для слушателей Школы артиллерийской стрельбы. В их числе: Артиллерийские уроки капитана генштаба А. Кутумаса (1865), Руководство стрельбы для полевой артиллерии артиллерийского капитана (тогда) П. Данглиса (1890) Артиллерийские уроки (уже) майора П. Данглиса (1893)

## Критское восстание 1897 года
Греко-турецкой войне 1897 года предшествовало очередное Критское восстание, которое и стало основным поводом войны. В ответ на резню греческого населения Крита, Греция послала на остров ограниченный контингент войск численностью в 1500 человек, под командованием Т. Вассоса. Корпус Вассоса располагал всего лишь одной артиллерийской батарей:47.
По прибытии Вассоса и его корпуса на Крит (1 (13) февраля), остров был уже под покровительством «Великих держав», которые высадили здесь свои войска:231. На следующий же день Вассос предпринял наступление, заняв монастырь Гониес, где обнародовал прокламацию «от имени Короля эллинов» к критянам, провозглашая, что Крит освобождён греческой армией:49.
Но Вассосу было запрещено наступление на Ханья. Международная оккупация города практически прерывала вмешательство Греции на Крите, и «Критский вопрос был отброшен этой акцией в тупиковый лабиринт дипломатии»:50. Вассосу было запрещено вести военные действия в радиусе 6 км вокруг города:51.
У Вассоса были «связаны руки», но он не оставался в бездействии. 6 (18) февраля его корпус, при поддержке 8 тысяч повстанцев, взял крепость Вуколиа на дороге к Ханье. Бой за Вуколиа был отмечен участием единственной батареи греческой артиллерии. 7 (19) февраля, корпус Вассоса сразился с 4 тысячами турок при Ливадиа и одержал «славную победу», также при участии единственной батареи греческой артиллерии. Турки потеряли 500 человек убитыми и 107 пленными. Остальные разбежались, преследуемые до стен Ханьи, где и нашли защиту у европейских войск. При этом греческие историки характеризуют победу «Пирровой», но не по причине греческих потерь. Победа Вассоса и лёгкость, с которой она была одержана, оказала поддержку в самой Греции политическому крылу, требующему объявления войны Османской империи. «Если один-единственный корпус одерживает столь лёгкие победы, то что произойдёт, когда в бой вступит вся армия?»:52.
Вмешательство европейских держав на Крите не ограничилось демаршами Вассосу. Европейские корабли, включая российские, обстреляли критских повстанцев на полуострове Акротири недалеко от Ханьи:70. Позиция европейских монархий была выражена в частности послом Российской империи в Париже: «Крит ни в коем случае не может соединиться с Грецией в сегодняшних обстоятельствах»:58 и была повторена слово в слово в ультиматуме европейских держав правительству Греции 2 марта 1897 года: «Крит ни в коем случае не может соединиться с Грецией в сегодняшних обстоятельствах». 9 мая символические маленькие соединения европейских держав заняли основные города Крита. Это вызвало возмущение критян, и только присутствие корпуса Вассоса способствовало успокоению греческого населения:232.
Под дипломатическим давлением и после начала войны 1897 года греческие корабли были отозваны. Корпус Вассоса оставался в бездействии. Ещё одно восстание критян заканчивалось без результата:83.
После прекращения военных действий в Фессалии новое греческое правительство в апреле 1897 года отозвало корпус с острова:234.

## Странная война 1897 года
Вильгельм II выдал сестру Софию замуж за греческого принца Константина и торопился поставить его на греческий трон, вместо Георга I:29. Анти-эллинизм кайзера объяснялся политикой незыблемости Османской империи и её усиление в интересах 2-го Райха. Критское восстание послужило кайзеру поводом, чтобы проявить султану своё туркофильство:61.
Кайзер питал ненависть к своему родственнику, королю Греции. В свою очередь Георг, родом из датской династии Гликсбургов, помнил что Германия в 1862 году отняла у его отца две провинции, и отвечал ему тем же. Кайзер заявлял: «Этот маленький король постоянно обращён к своему племяннику, русскому царю. К своему зятю, принцу уэльскому. К императору Австрии и к республиканской Франции. На меня, брата его невестки, самого могущественного из монархов, он даже не смотрит! Кто он такой, в конце концов» (Георг был женат на российской княжне Ольге. Эдуард VII был женат на сестре Георга Александре:63.
Возрождённое греческое государство обросло долгами с начала Освободительной войны и оставалось должником иностранного капитала на протяжении века:196. Премьер министр Х. Трикупис был реформатором, много сделавшим для развития инфраструктуры страны и флота. Но в народе известен своей исторической фразой «к сожалению мы обанкротились» (1893 год):37.
Кроме «личной ненависти» кайзера к королю Греции, существенной была позиция германских держателей греческих облигаций, потерявших при этом банкротстве значительные суммы. Самым влиятельным из них был личный банкир Вильгельма Блейхрёдер:224. Г.Руссос пишет, что те кто приобрели греческие облигации до 1897 года и продали их после последовавшей войны и установления международного контроля над Грецией, сколотили огромные состояния. Среди них были не только немецкие банкиры и кайзер, но и греческие банкиры и члены греческой королевской семьи.
Османская империя готовилась к войне. Греческое «Национальное Общество» начало отправлять в Македонию иррегулярные отряды, в составе которых были и итальянские волонтёры. Английский историк Д. Дакин пишет, что Россия не была враждебна к претензиям Греции на Крит, но греческие претензии на севере препятствовали её планам эпохи панславизма. Россия предложила блокаду, самого северного тогда, греческого порта Волос. Предложение было отклонено Британией:233.
Участники последовавших боёв в Фессалии и Эпире, в особенности итальянские волонтёры, утверждали что отход греческой армии был запланирован до начала войны. А. Чиприани писал о «предрешённом, запрограммированном отходе». Другой итальянский волонтёр обращался к грекам «popolo tradito» (преданный народ). Примечательно, что и турецкий генштаб в своём докладе «признаёт мужество греческих войск», но в заключении пишет что «греки не проявляли намерение воевать действительно» (de ne pas combattre serieusement) и именует эту войну «симуляцией войны» (simulacre de guerre). В последней строчке этого доклада: «Следуя из этого, мы считаем, что Высшее греческое военное командование имело приказ оставлять шаг за шагом территорию, не ставя под угрозу жизни своих солдат»:144.

### Греческая и турецкая артиллерия накануне войны

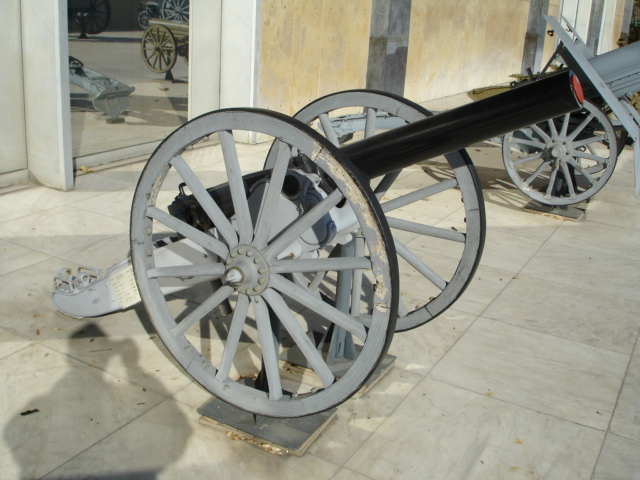
Разборное 75 мм горное орудие греческой армии 1897 года фирмы KRUPP. Радиус стрельбы 5000 м. Военный музей (Афины).

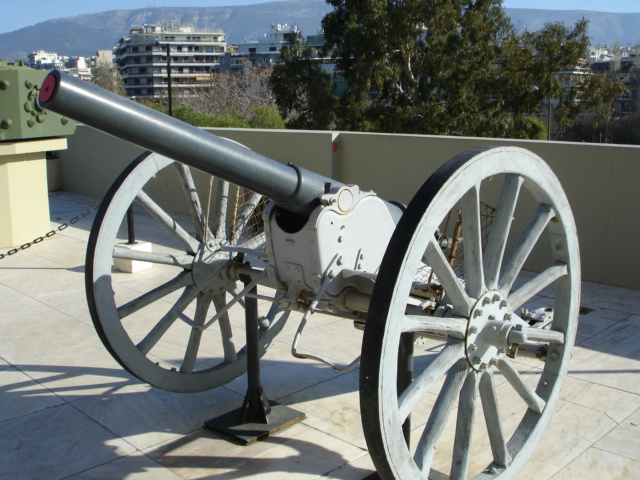
Полевое 75 мм орудие греческой армии 1897 года фирмы KRUPP. Радиус стрельбы 5500 м. Военный музей (Афины).

Греческая артиллерия накануне войны 1897 года состояла из 3 артиллерийских полков, (каждый из которых в свою очередь состоял из 2 батарей полевой и 3 батарей горной артиллерии) и Школы артиллерийской стрельбы. Греческая артиллерия располагала полевыми орудиями фирмы Крупп 75 и 87 мм и горными орудиями 75 мм, а также несколькими тяжёлыми орудиями 105 мм.
Расположение греческой артиллерии:
- Армия Фессалии :

1-й полк полевой артиллерии располагался в Ларисе (Ι дивизия).
2-й полк полевой артиллерии располагался в Алифака (ΙΙ дивизия). Из его состава 1 батарея горной артиллерии была отправлена в Дерели для поддержки отряда Олимпа и 1 батарея горных орудий направлена в Цако для поддержки отряда гор Хасиа.
В общей сложности Армия Фессалии располагала 96 орудиями. (Лейтенант, впоследствии генерал артиллерии А. Мазаракис позже писал, что армия Фессалии располагала 8 полевыми и 6 горными батареями — в общей сложности 84 орудий:102).
Армия Эпира располагала 8 батареями, из которых 2 оставались в резерве.
В том что касается турецкой артиллерии, на фронте Фессалии турки располагали 28 батареями полевой артиллерии, из которых 3 были конными в качестве артиллерии Армии, и 2 батареями горной артиллерии. В общей сложности 186 орудий.
На фронте Эпира турки располагали 5 батареями, в общей сложности 24 орудия.
Турецкая артиллерия была вооружена орудиями фирмы Крупп 87 мм в батареях полевой артиллерии, 75 мм в конных батареях, 69 мм в батареях горной артиллерии и гаубицами 120 мм, которые не были использованы в операциях. Фортификации города Превеза располагали мощными орудиями от 220 мм до 60 мм, в основном фирмы Крупп.
Однако Т. Пангалос, участник войны и будущий генерал, писал что основной проблемой было не численное превосходство турецкой артиллерии, а отсутствие учебных стрельб греческой артиллерии по причине экономии снарядов. Пангалос пишет что многие офицеры произвели свои первые стрельбы уже на поле боя:97.

### Начало военных действий
Театр будущих военных действий на материке географически был разделён горами Пинда идущими с севера на юг, что объективно создавало два отдельных (независимых) фронта — восточный (Фессалии) и западный (Эпира). Ещё до начала войны было очевидно, что основным фронтом, который решит исход войны, будет фронт в Фессалии.
Войну начала Греция 29 марта 1897 года, но турецкая армия, усиленная немецкими офицерами и которой в действительности командовал Гольц, Кольмар фон дер, была готова напасть на Грецию за год до событий:231. Сам Гольц, в своей книге «История греко-турецкой войны», именует поход 1897 года «трагической опереттой»:142.
Турция объявила войну в ночь с 9 на 10 апреля 1897 года, начав военные действия в пограничной зоне у горы Аналипси. 11 апреля турецкая армия начала своё наступление, которое завершилось боем в Делериа, после которого туркам удалось вступить в фессалийскую равнину.
Греческий генштаб «посылал приказы о отступлении во все направления, хотя это не было оправдано военной обстановкой». Большая часть артиллерии I дивизии, которой командовал подполковник Н. Зорбас не была использована, чтобы не подвергнуть опасности принца Николая, который служил там. Примечательно, что батарея которой командовал принц Николай, получила прозвище «девственница». При этом греческая историография отмечает участие греческой артиллерии в первых боях войны при Делериа и при Ревени (оба боя 11 (23) апреля).
Одновременно в Эпире артиллерия приняла участие в (наступательных) боях 6 (18) — 9 (21) апреля и 11 (23) апреля при Аногиа — Пенте Пигадия.

### Бригада Константина Смоленски

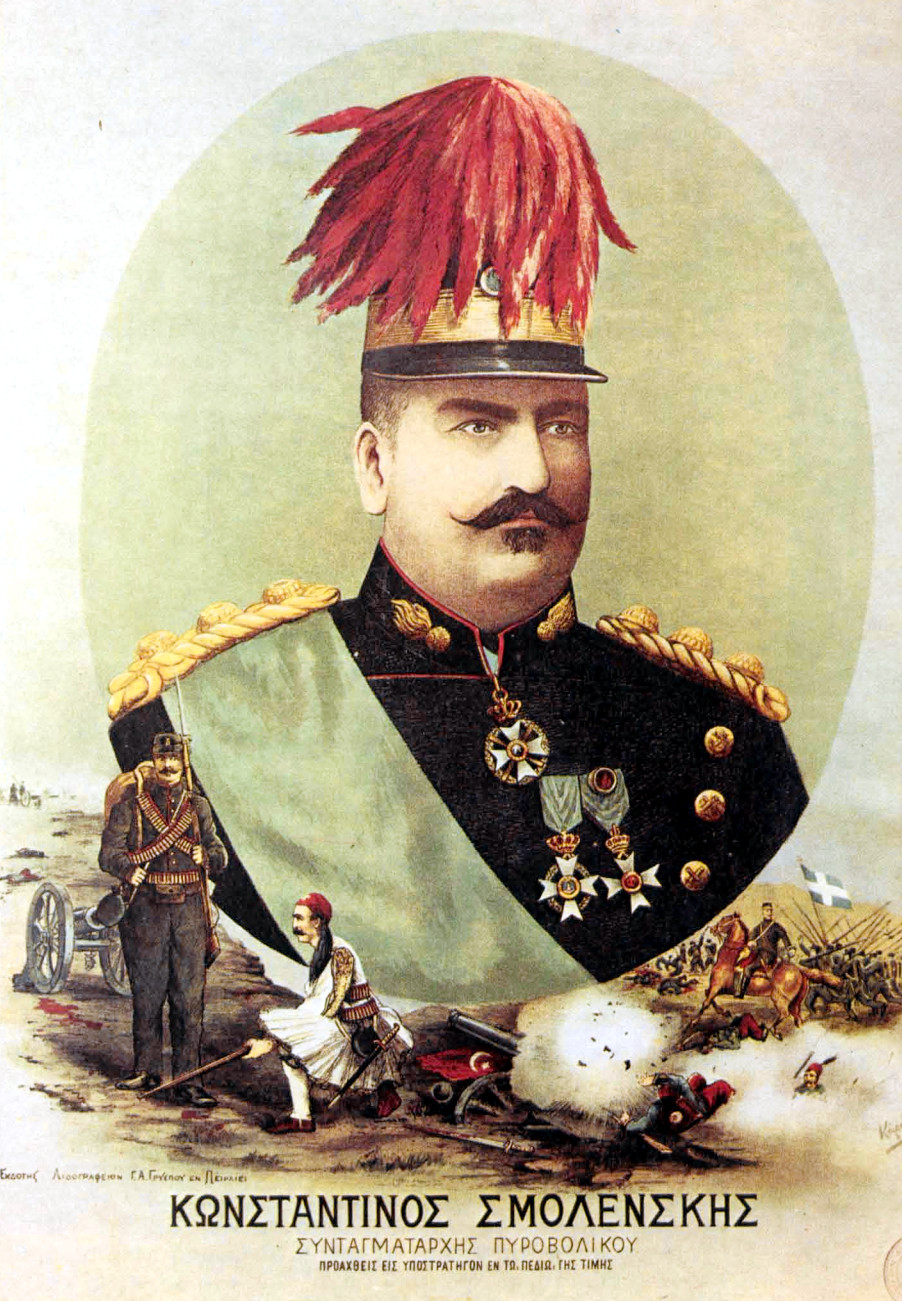
Командир 3-й бригады греческой армии, полковник артиллерии Константинос Смоленски.

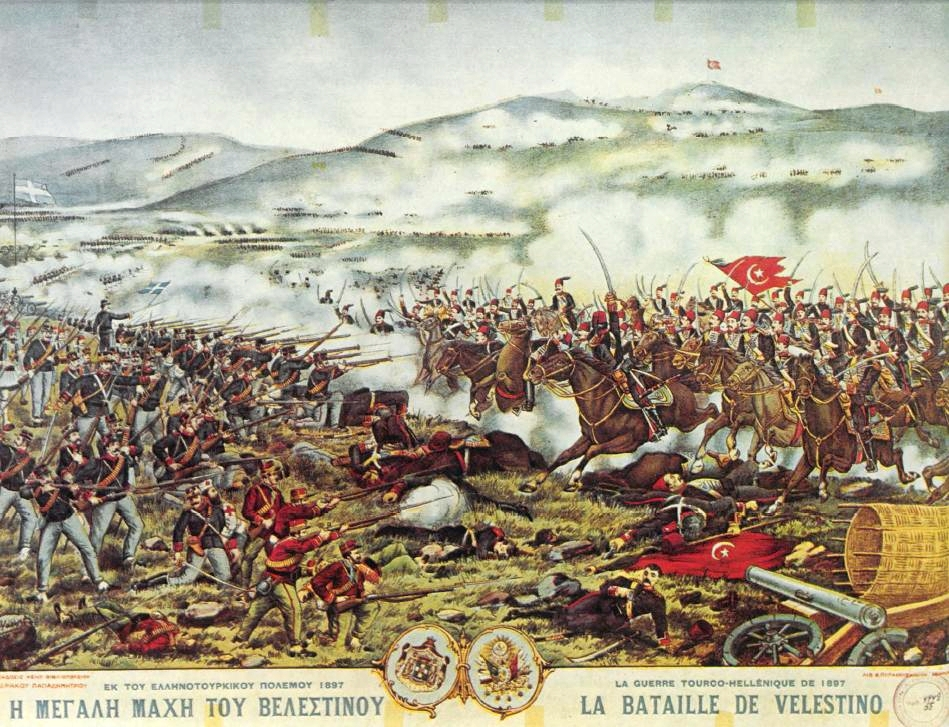

Командир 3й бригады, полковник артиллерии К. Смоленски был единственным высшим офицером, который не подчинился приказам отступить и остановил турок у Велестино:232. Во главе 3-й бригады, Смоленски успешно защищал проход Ревени, а затем занял позиции у городка Велестино, перекрыв дорогу турецкой армии к портовому городу Волос. Заняв высоты «Пилаф тепе», Смоленски отразил 17 апреля турецкую атаку 8 тысяч пехотинцев и 800 всадников, поддерживаемых турецкой артиллерией. Турки потеряли 1300 человек убитыми и раненными, в то время как бригада Смоленски потеряла 30 человек убитыми и 100 раненными. Это была победа, но своей победой Смоленски компрометировал наследного принца Константина, с его непрерывными отступлениями":163.
Военная историография отмечает участие 2 батарей горной греческой артиллерии в этом, первом сражении, при Велестино и в отражении атаки кавалерийской дивизии Сулеймана-паши.
После стычки передовых частей основных сил греческой армии 23 апреля, у высот Татар, о которой Т. Пангалос писал, что она получила громкое имя «Сражение при Фарсала», только благодаря заказным картинам художника Ройлос, Георгиоса, принц Константин, во главе основных сил армии в 20 тысяч штыков вновь отступил. В бою при Фарсала отмечено также участие греческой артиллерии.
В тот же день, Смоленски, во главе своей бригады в 4 тысячи штыков, вновь отразил атаку турок и одержал победу. В этот день турки потеряли 1 тысячу убитыми и раненными. Смоленски потерял 100 человек":171.
В ходе этого второго сражения при Велестино, бригада полковника Смоленски, была усилена ещё 1 батареей полевой артиллерии, и вновь отбила атаку турецкой кавалерийской дивизии, которая в свою очередь была усилена пехотным полком и 1 артиллерийской батареей.
Турки отступили, но ночью Смоленски получил от Константина послание о своём отходе. Смоленски разразился криками «Позор! Позор! Солдаты принца, такие же как мои, могут одерживать победы, если ими командует способный командир»:233. Когда утром турки вновь начали свою атаку, бригада Смоленски осталась с оголённым левым флангом. Чтобы избежать окружения, Смоленски был вынужден отступать шаг за шагом, продолжая сражаться. Бой продолжался целый день и прекратился с наступлением ночи. Ночью основные силы бригады Смоленски ускользнули с «Пилаф тепе», в направлении Волоса. Турки не решились преследовать Смоленски, но заняли Велестино и сожгли его. В этом, третьем бое при Велестино, турки потеряли 3500 человек убитыми и раненными, в то время как греческие потери не превысили 370 человек:173.
В сражении 30 апреля / 6 мая против 5-й турецкой дивизии, артиллерийскую поддержку бригаде Смолненски оказали 2 батареи полевой и 2 батареи горной артиллерии, плюс 1 батарея горной артиллерии из Ι артиллерийского полка и 1 батарея горной артиллерии из ΙΙ артиллерийского полка. После двух дней успешных боёв Смоленски принял решение отойти к Алмиро.

### Сражение при Домокосе — завершение войны

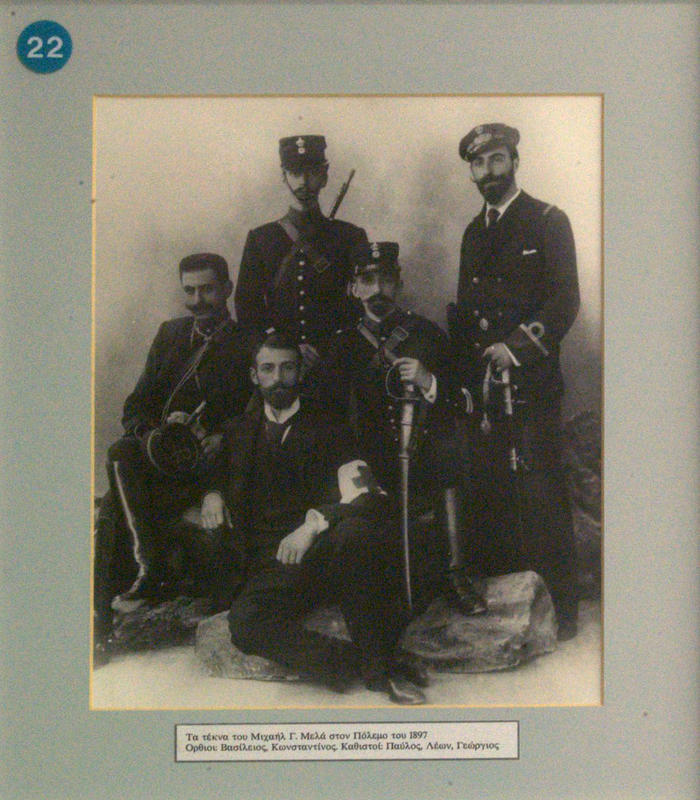
Павлос Мелас (крайний слева, сидя) со своими братьями в период войны 1897 года

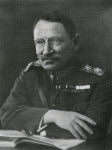
Генерал-лейтенант артиллерии Александрос Мазаракис в 1924 году.

Принц Константин решился наконец дать Сражение при Домокосе (16 и 17 мая), при этом держа бригаду Смоленски на расстоянии. Со стороны греческой артиллерии в этом бою приняли участие ΙV батарея полевой артиллерии, IV батарея горной артиллерии из 3-го артиллерийского полка, Ι, ΙΙ, ΙΙΙ батареи полевой артиллерии из 2 го артиллерийского полка, ΙΙΙ батарея разборных орудий с 4 орудиями, не мобильные орудия 105 мм и 4 орудия 87 мм из Ι батареи полевой артиллерии 3 го полка, 2 батареи горной артиллерии Отдельной бригады полковника Какламаноса и 2 батареи горной артиллерии из Отдельного отряда майора Тертиписа. В общей сложности греческая артиллерия насчитывала 85 орудий.
Однако согласно (будущего) генерала Мазаракиса, в сражении не приняла участие и половина полевой греческой артиллерии":181.
Примечательно, что к началу сражения, один из будущих руководителей Борьбы за Македонию, лейтенант Павлос Мелас потребовал чтобы его перевели из «девственной батареи» принца Николая в боевую батарею. Историк Г. Руссос отмечает, что дабы не заострять внимание на принце Николае, командование держало вне боя не только его батарею, но ещё две батареи:166. Он же пишет, что батарея принца Николая сделала первые выстрелы за две недели до сражения при Домокосе, при Фарсала, где лейтенант П. Мелас обвинил его в отсутствии хладнокровия и мужества":166.
Сражение при Домокосе стало единственным серьёзным сражением армии наследного принца Константина. Как признаёт Гольц, Кольмар фон дер, паника на правом турецком фланге и серьёзные потери в центре стали причиной беспокойства турецкого командования":179. Однако после двухдневного боя, Константин, в очередной раз дал приказ отходить. Между тем, А. Мазаракис пишет, что офицеры его батареи, с пистолетами в руках, безуспешно пытались остановить отход пехотных частей, перераставший в бегство. Он же пишет, что было уму непостижимо, как можно было проиграть начавшееся успешно сражение, в котором кроме прочего не приняли участие вся бригада Димо́пулоса, половина бригады Мастрапаса и половина полевой артиллерии:181. Армия наследного принца по приказу командующего отошла первоначально к Ламии, а затем к Фермопилам.
Эта «странная война» была остановлена, после вмешательства российского императора Николая II 5 (17) мая 1897 года":193.

### Фронт Эпира
Как и предполагалось, фронт Эпира имел второстепенное значение и даже при относительно лучших результатах по сравнению с фронтом Фессалии, не мог оказать существенного влияния на исход войны. Все действия греческой армии на этом фронте сходились на попытках занятия города Превеза. Однако несмотря на обстрел города и его крепостей с моря и с суши, турки удержали Превезу
Греческая артиллерия приняла участие в боях при Арахтос — Бани 6 (18) — 9 (21) апреля, Аногиа — Пенте Пигадия 11 (23) апреля, Кумудзадес 17 (29) апреля и Грибово 3/13-15 мая, а также в обстреле города Превеза.

## Период с 1897 года и до офицерского движения 1909 года
После «трагической-комедии» греко-турецкой войны 1897 года и подозрительной роли греческого королевского двора в ней, генерал-майор артиллерии П. Коронеос, уже в преклонном возрасте и будучи неоспоримым авторитетом в армии и в стране, открыто выступил с предложением упразднения монархии и установления Республики:238:161.
Хотя Греция была вынуждена выплатить туркам финансовую контрибуцию и над ней был установлен международный финансовый контроль, её территориальные потери были незначительными, что было спасительным для греческой ветви династии Гликсбургов. Одновременно, Британия, Франция и Россия провозгласили, что свержение династии недопустимо:238. К тому же, герой войны, полковник (впоследствии генерал) Константин Смоленски, не был намерен использовать свою славу и авторитет в армии, и отказался стать полновластным диктатором, как его просили друзья и соратники:10.
Королевская династия удержала власть в стране, но её позиции были подорваны в армии, где назревали перемены.

## Борьба за Македонию

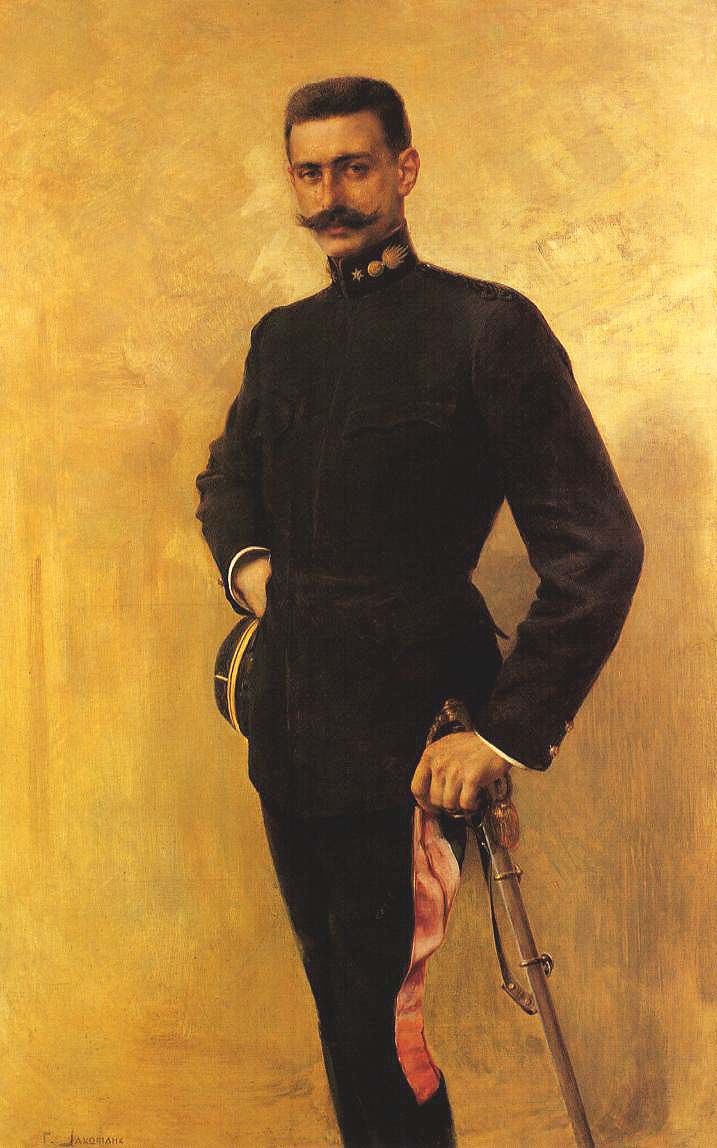
Художник Яковидис, Георгиос. Портрет Павлоса Меласа в форме лейтенанта артиллерии.

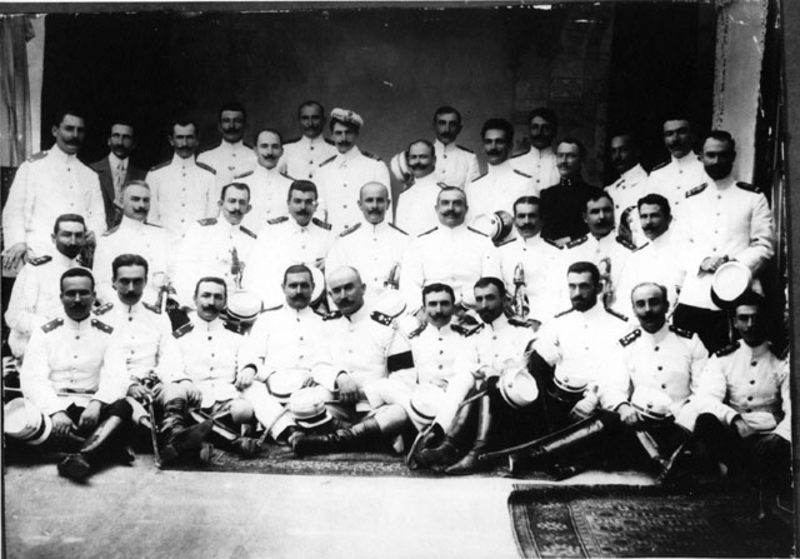
Греческие офицеры участники Борьбы за Македонию.

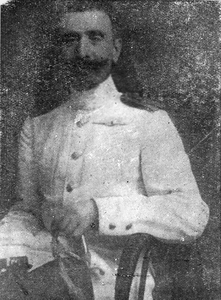
Артиллерийский офицер И. Аврасоглу в годы Борьбы за Македонию.

Воспользовавшись поражением Греции в войне 1897 года и установлением над ней международного финансового контроля, который по сути являлся также и политическим контролем, Болгария решила что настал удобный момент для реализации её амбиций в (османской) Македонии.
На территориях где преобладало или имелось значительное греческое население была создана атмосфера засилья и террора прибывших из Болгарии четников и вооружённых сторонников Болгарского экзархата, при попустительстве и поощрении турецких властей, против сторонников Константинопольского патриархата и греческого населения. Греческий священники и учителя, после ряда убийств, покидали свои сёла, многие церкви были закрыты и, как рассказывал епископ Герман, чтобы провести службу в одной из закрытых церквей он собственноручно взломал двери топором. Греческое правительство не могло и не решалось предпринять какие либо шаги против действий осман и болгар.
Не найдя поддержки у греческого правительства, епископ Герман решил обратиться к местным силам и ответить болгарам такой же тактикой и приступил к созданию греческих отрядов самообороны. За ним последовали другие иерархи и борьба за Македонию приобрела массовый характер.
Под давлением общественного мнения греческое правительство решило принять негласное участие в вооружённом сопротивлении. Это участие ограничилось отправкой в Македонию небольших иррегулярных дружин добровольцев и нескольких десятков офицеров, которые, поскольку Греция не находилась в состоянии войны, были вынуждены временно оставить армию и сменить свои имена.
В течение 1900—1907 годов Борьба за Македонию приняла массовый характер. Одним из самых известных офицеров принявших участие в Борьбе за Македонию, стал отмеченный историками и в войне 1897 года, лейтенант артиллерии Павлос Мелас. Тяжело пережив исход войны 1897 года, он вступил в 1900 году в «Македонский комитет» для защиты греческого населения Македонии от действий болгарских четников.
В феврале 1904 года Мелас тайно прибыл в Македонию для изучения создавшейся ситуации. 18 августа Мелас, во главе отряда 35 бойцов из македонян, маниатов и критян вошёл в Македонию и приступил к координации военных действий против болгарских четников в районах Монастира и Касториа, где и погиб.
В Борьбе за Македонию приняли участие и другие офицеры артиллерии, как например Иоаннис Аврасоглу, который в войну 1897 года командовал батареей на фронте Эпира.
Однако при всём её значении для последующих событий, Борьба за Македонию, которую Д. Дакин именует «Третьей освободительной войной Греции»:242, носила характер боёв незначительных масштабов и пропагандистской деятельности, без абсолютно никакого участия артиллерии с греческой стороны.

## Греческая армия и артиллерия в период с 1897 по 1909 год
Неудачный исход войны 1897 года как по причине биржевых и геополитических игр, так и по причине неподготовленности армии, наряду с нарастающей болгарской угрозой против греческого населения Македонии, делали создание сильной армии срочной необходимостью.
Война 1897 года стала для Греции серьёзнейшей авантюрой, которая без вмешательства Великих держав могла иметь тяжёлые последствия. Война 1897 стала первым официальным военным противостоянием (после Освободительной войны 1821—1829) между маленьким и ещё слабым Греческим королевством и всё ещё сильной и с многократными населением и армией Османской империей. Эта война отличалась от Освободительной войны и последующих негласных военных действий Греческого королевства, где с греческой стороны доминировали иррегулярные силы и стала по сути первой войной её регулярной армии. Несмотря на неудачный исход, эта война дала греческой армии возможность оценить свои многочисленные недостатки и получить ценный опыт для будущих войн в вопросах подготовки и ведения войны.
По завершении войны, военное и политическое руководство страны сделало следующие выводы:
1. Вооружение было недостаточным для призванных в армию солдат
2. Подготовка была недостаточной, не производились учения войск и стрельбы артиллерии в сотрудничестве с пехотой и кавалерией. В силу нехватки подготовленного персонала, из 227 располагаемых орудий, в боях приняли участие только 145, в то время как тяжёлые орудия 105 и 150 мм остались в складах.
3. Накануне войны была отмечена большая нехватка коней, поскольку не была предусмотрена их мобилизация на месте, а их спешная покупка в последний момент не обеспечили полностью нужды как кавалерии, так и артиллерии. В результате эта нехватка сказалась на транспортировке боеприпасов на передовую.
4. Артиллерия не располагала достаточными боеприпасами, в результате чего многие батареи остались без боеприпасов
5. Не было использовано концентрированное использование артиллерии.
6. Наблюдался острый дефицит прицелов, средств связи и наблюдения.
7. Артиллерия не располагала средствами технического поддержания орудий.
8. Наблюдалась острая нехватка средств медицинской и телеграфной служб.
9. Наконец, в ходе мобилизации произведенной в 3 этапа были отмечены многие и серьёзные недостатки.

Следствием всего этого было повторение ошибок 1866 года и вступление Греции в войну, будучи неподготовленной ни материально, ни духовно.
Однако у этой войны была и положительная сторона — она вынудила страну и руководство осознать необходимость организации, обучения и подготовки армии.
26 апреля 1901 года королевским указом было определено что все офицеры артиллерии должны были последовательно пройти службу в арсенале, сроком на один год.
В июне 1904 года был принят закон о «Новой организации армии», согласно которому был назначен и новый состав военного министерства. Военное министерство должно было состоять из офиса министра, 12 департаментов (служба штаба, бюро статистики, информации и топографии, персонала, призыва и мобилизации, пехоты, кавалерии, артиллерии, инженерного корпуса, медицины, финансов, снабжения и жандармерии). Был определён состав дивизий, каждая из которых должна была состоять из штаба, 2 бригад по 2 пехотных полка, 2 батальонов эвзонов, 1 кавалерийского полка, 1 полка полевой артиллерии, 1 инженерного батальона, 1 транспортной роты, 1 медицинской роты и военного оркестра. В частности артиллерия включала в себя: 3 полка полевой артиллерии, 2 дивизиона горной артиллерии, 1 дивизион тяжёлой артиллерии, департамент материалов артиллерии и арсенала, школы артиллерийской стрельбы.
Каждый полк полевой артиллерии состоял из штаба и 4 дивизионов, каждый из которых имел штаб и 2 батареи. Три из дивизионов были действующими, в то время как четвёртый располагал только офицерами. Дивизионы горной и тяжёлой артиллерии состояли из штаба и 3 батарей каждый.
Указом сентября 1904 года было определено, что 1-й полк полевой артиллерии подчиняется Ι дивизии базировавшейся в Ларисе, 2-й полк полевой артиллерии и 1-й и 2-й дивизионы горной артиллерии, а также дивизион тяжёлой артиллерии находился в подчинении ΙΙ дивизии базировавшейся в Афинах в то время как 3-й полк полевой артиллерии находился в подчинении ΙΙΙ дивизии базировавшейся в Месолонгионе.
Указом 1 января 1905 года было определено что мундиры рядовых артиллерии будут вишнёвого цвета, с двумя скрещёнными пушками на погонах. Кроме того у всех кто служил в горной артиллерии под пушками была нашита буква Ο (орино́ — горная), аналогично у тех кто служил в тяжёлой артиллерии была нашита буква Β (вари — тяжёлая).
В том что касается подготовки, указом от 2 февраля 1907 года была установлена подготовка офицеров артиллерии в других родах войск для более тесной их связи и ознакомления. В 1907 году была создана Школа артиллерийской стрельбы для лучшей подготовки лейтенантов артиллерии в стрельбе и поддержания состояния орудий. Школа была разделена на класс офицеров и класс унтер-офицеров. Королевским указом от 19 февраля 1907 года личным оружием артиллеристов был установлен австрийский карабин Манлихер (Mannlicher-Schönauer)

## Движение в Гуди

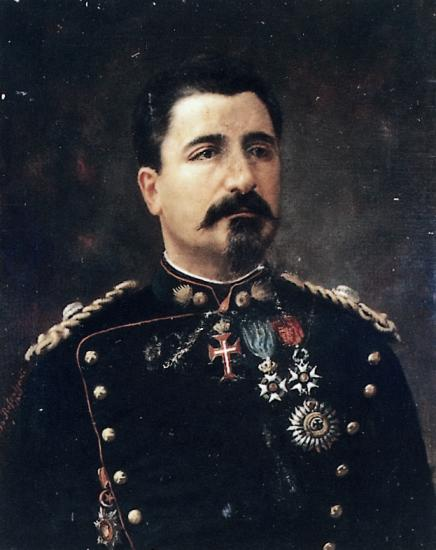
Полковник артиллерии Николаос Зорбас, лидер офицерского движения 1909 года. Портрет выполнен художником С. Просалентисом когда Зорбас был ещё майором.

В своём большинстве офицеры армии и флота оставались неудовлетворёнными состоянием и подготовкой армии и продолжающимся вмешательством королевского двора в дела армии.
Недовольные положением в армии и в стране после 1897 года, младшие офицеры создали в 1909 году организацию «Военный союз». Этому способствовали:
- внешние факторы:

— создание, под российской протекцией Болгарии, «которая», согласно современному английскому историку Д. Дакину, «сама не приложила особых усилий, для получения своей свободы»:205 и её претензии на Македонию, где болгарские интересы сталкивались с греческими.
— вмешательство Турции во внутренние дела Греции.
- внутренние факторы:

— положение в армии, насчитывавшей всего 20 тысяч человек, большая часть которых была занята жандармскими функциями.
— профессиональные проблемы офицеров и их игнорирование командующим, наследным принцем Константином.
— коррупция политиков, экономические и политические проблемы.
— «замораживание», под внешним давлением вопроса Крита.
Первоначальные 25 членов «Союза» выросли до 120, после «счастливого», как писал позже Т. Пангалос заявления в 1909 году лидера младотурков Шефкет -паши, что он «совершит военную прогулку, чтобы выпить кофе на Акрополе». Среди унтер-офицеров только двое имели звание лейтенанта.
В мае 1909 «Союз» наладил контакты с движением лейтенантов (17, а затем 40 офицеров).
Движение лейтенантов не соглашалось с «Союзом» в применении силы, исключало революцию, и не соглашалось на приглашение с Крита одного из вождей повстанцев, Э. Венизелоса, на пост главы государства. Два «Союза» были согласны:
— не нарушать институт монархии.
— отозвать наследного принца и принцев из армии.
— обязать парламент принять необходимые законы, для создания боеспособных армии и флота.
Совместное заседание двух «Союзов» состоялось 25 июня 1909 года. Не разрешив вопрос лидера и получив отказы от других высших офицеров, «Союз» обратился к полковнику артиллерии Н. Зорбасу. В войне 1897 года, в звании подполковника, Зорбас командовал артиллерией I дивизии. Но его часть практически не была задействована в операциях, чтобы не поставить в опасность жизнь принца Николая, который служил в ней:232. По окончании войны, по причине критики в адрес королевского двора и принцев, касательно их участия в войне, Зорбас оказался в опале и по сути вне действующей армии. Он возглавил Военное училище эвэлпидов в период 1898—1906 годов:210, а затем, в период 1906—1909 годов, возглавил департамент военных материалов.
Зорбас принял предложение и составил «Программу». В действительности «Программа» Зорбаса являлась каталогом требований в тоне просьб выставленных правительству «с уважением» и ни в коей мере не напоминала революционный документ:275.
Греческая историография редко характеризует последующие события «революцией» и предпочитает термин «движение», поскольку армия так и не оставила свои казармы в Гуди, откуда вела переговоры с королевским двором. Накануне «Движения в Гуди», «Союз» насчитывал 1268 офицеров армии и 132 офицера флота.
Зорбас начал полуофициальные контакты с правительством, королём и наследным принцем. Последние не приняли всерьёз существование в «Союзе» 140 «непримиримых» революционеров среди офицеров и 200 ещё более «непримиримых» унтер-офицеров:280. Бескомпромиссное поведение королевского правительства привело к кризису. Зорбас колебался. Но капитан И. Деместихас привёл в Гуди первый вооружённый отряд, состоящий из моряков и его соратников в Борьбе за Македонию.
15 августа у революции в Гуди было 2500 вооружённых и 450 офицеров. Из Халкиса к Афинам шёл восставший полк. Силы под командованием Зорбаса достигли 6 тысяч человек и они угрожали что двинуться к центру Афин:272. Правительство подало в отставку и королевская семья провела «несколько часов ужаса».
Королевский двор сделал «Союз» стороной переговоров и предоставил амнистию офицерам участникам движения. Революция, не сделав ещё и первых шагов, потеряла свой динамизм:286. Дакин пишет, что Зорбас не ставил целью установление диктатуры и не был антимонархистом. Он и близкие к нему офицеры не изъявили желание править страной. Их целью было гражданское правительство, которое будет претворять их умеренную и консервативную программу:273. Застывшие переговоры и умеренное поведение Зорбаса по отношению к королевскому двору вызвали мятеж на флоте, который возглавил 16 октября Алфонсатос-Типалдос, Константинос.
Кризис в «Союзе» вернул на повестку дня приглашение Венизелоса, в качестве политического советника «Союза»:304. Венизелос прибыл в Афины в декабре 1909 года. Он отклонил предложение некоторых лидеров «Союза» о установлении диктатуры, заявляя что удобный момент был потерян. Несмотря на нерешительность Зорбаса, Венизелос сумел:
— образовать служебное правительство Драгумиса 18 января 1910 года, в котором Зорбас принял пост военного министра.
— принудить короля, под угрозой созыва (нового) Конституционного собрания, согласиться на созыв Собрания для пересмотра статей существующей Конституции:306.
Поскольку революционные тенденции внутри «Союза» нарастали, его руководство приняло решение 15 марта 1910 года распустить «Союз» Как пишет Пангалос, Теодорос, это был своего рода внутренний переворот. Дакин пишет, что Зорбас уже не контролировал ситуацию в «Союзе», где верх стали брать экстремисты и что «Союз» был распущен благодаря влиянию Венизелоса:277. Венизелос стал национальным лидером, победив и набрав лично самое большое число голосов на выборах 8 августа 1910 года. При этом он навёл мосты с королевским двором. Разочарованные поворотом событий офицеры «Союза» направили Зорбаса к Венизелосу, который «со слезами на глазах», как утверждает Пангалос, просил Венизелоса не возвращать принцев в армию. Зорбас «умолял» отнестись с уважением к одной из основных причин и целей Революции:311. Однако Венизелос осуществил основные задачи революции. Греческая армия, насчитывавшая в 1909 году 3 дивизии, за годы его правления и к началу Балканских войн в 1912 году, насчитывала 9 боеспособных дивизий. Греция располагала армией и флотом, позволившие ей одержать победы в Балканских войнах.

## Организация армии в 1910 году — Обновление артиллерии

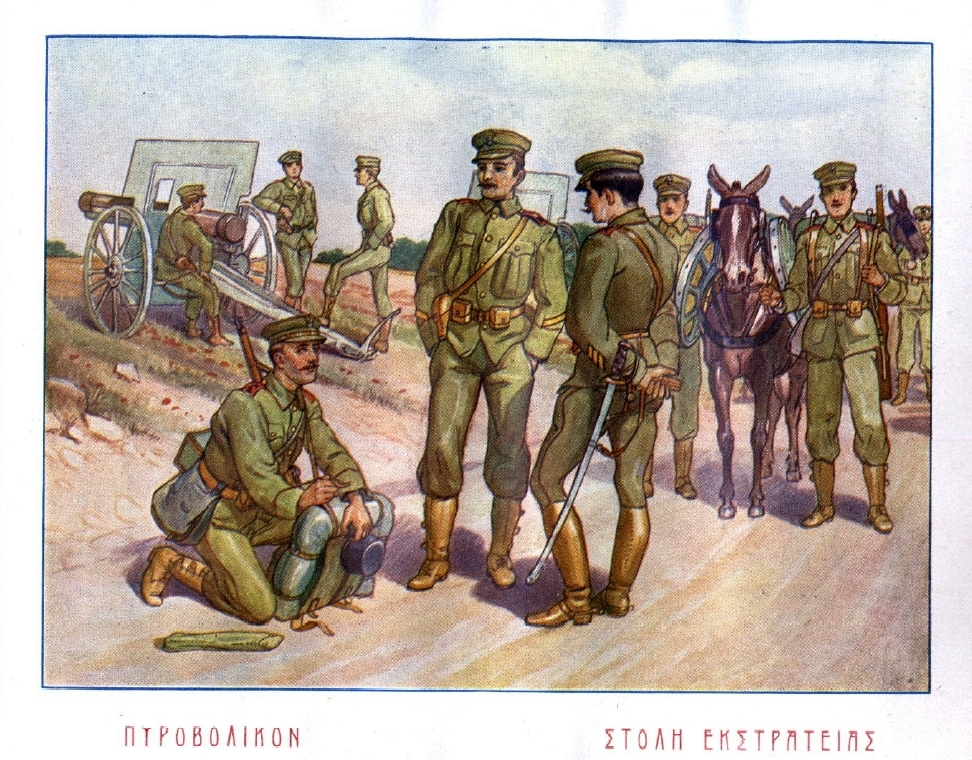
Греческая полевая артиллерия, 1910 год.

В феврале 1910 года была принята новая организация армии, согласно которой артиллерия состояла из 3 полков полевой артиллерии, 3 полков горной артиллерии, 1 батальона тяжёлой артиллерии и управления материалов артиллерии и арсенала. Полки полевой артиллерии состояли из штаба и 4 дивизионов, каждый из которых располагал 3 батареями. Одна из батарей каждого дивизиона была укомплектована только офицерами. Каждый из батальонов горной артиллерии состоял из 3 дивизионов, каждый из которых в свою очередь состоял из 3 батарей. Полк тяжёлой артиллерии располагал 5 батареями. Состав управления материалов артиллерии и арсенала не изменился.
В 1910 году была произведена модернизация полевой и горной артиллерии. Старые медленнострельные орудия фирмы Крупп, были заменены на новые скорострельные орудия, одними из самых совершенных в своём виде в ту эпоху. Указом 27 октября 1910 года, для полевой артиллерии было определено полевое орудие системы Шнайдера образца 1908 года калибра 75 мм, а для горной артиллерии, разборное горное скорострельное орудие Шнайдера-Данглиса, также образца 1908 года калибра 75 мм.

### Греческие артиллерийские изобретатели

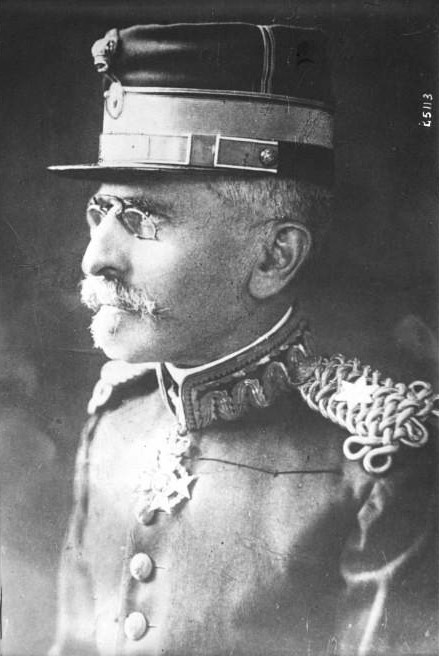
Панайотис Данглис в 1918 году, в звании генерала и будучи главнокомандующим греческой арми в Первую мировую войну.

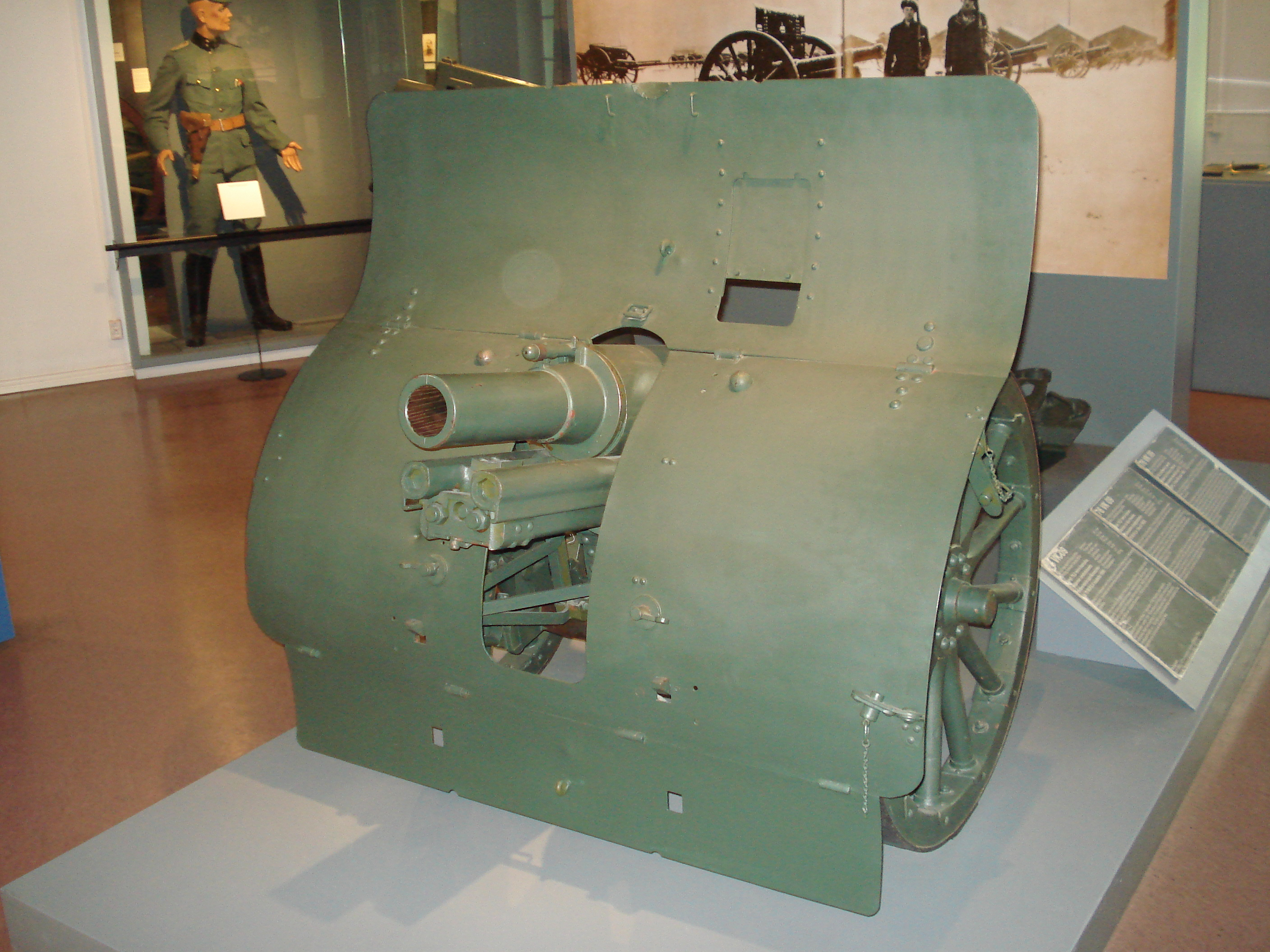
Горное орудие 76 мм Schneider-модификация полковника П.Данглиса 1906 года, радиус 8400 м

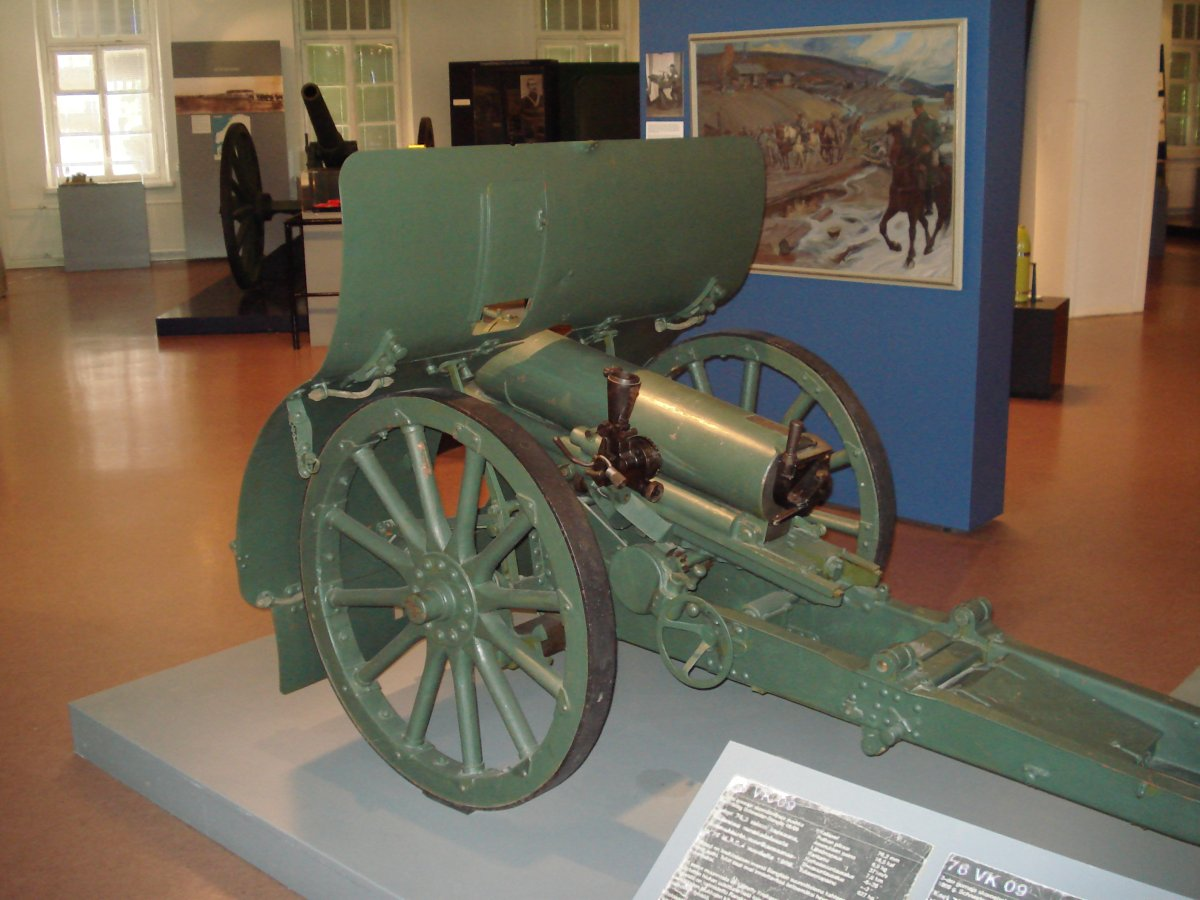
Горное орудие 76 мм Schneider-модификация полковника П.Данглиса 1906 года

Греческие артиллеристы не ограничились импортом готовых артиллерийских систем. Греческие офицеры-инженера Петрос Ликудис(P. Lykoudis’s original 1891 dismantleable breechloading gun with recoil) и Панайотис Данглис ещё с середины 1890-х годов создали первые образцы горных орудий с контролем отката, разборкой и удобной транспортировкой. В знак признания, 75 мм орудие фирмы Шнайдер получило имя орудие Шнайдер — Данглис. Это орудие было широко использовано греческой горной артиллерией в Балканские и Первую мировую войны, вплоть до Малоазийского похода (1919—1922).
Особый случай представляет греческий артиллерийский инженер Аристотель Хронис, чьё автоматическое орудие системы Хрониса с 1911 года начало производиться в Германии и поступило на вооружение германской армии.

## Французская миссия

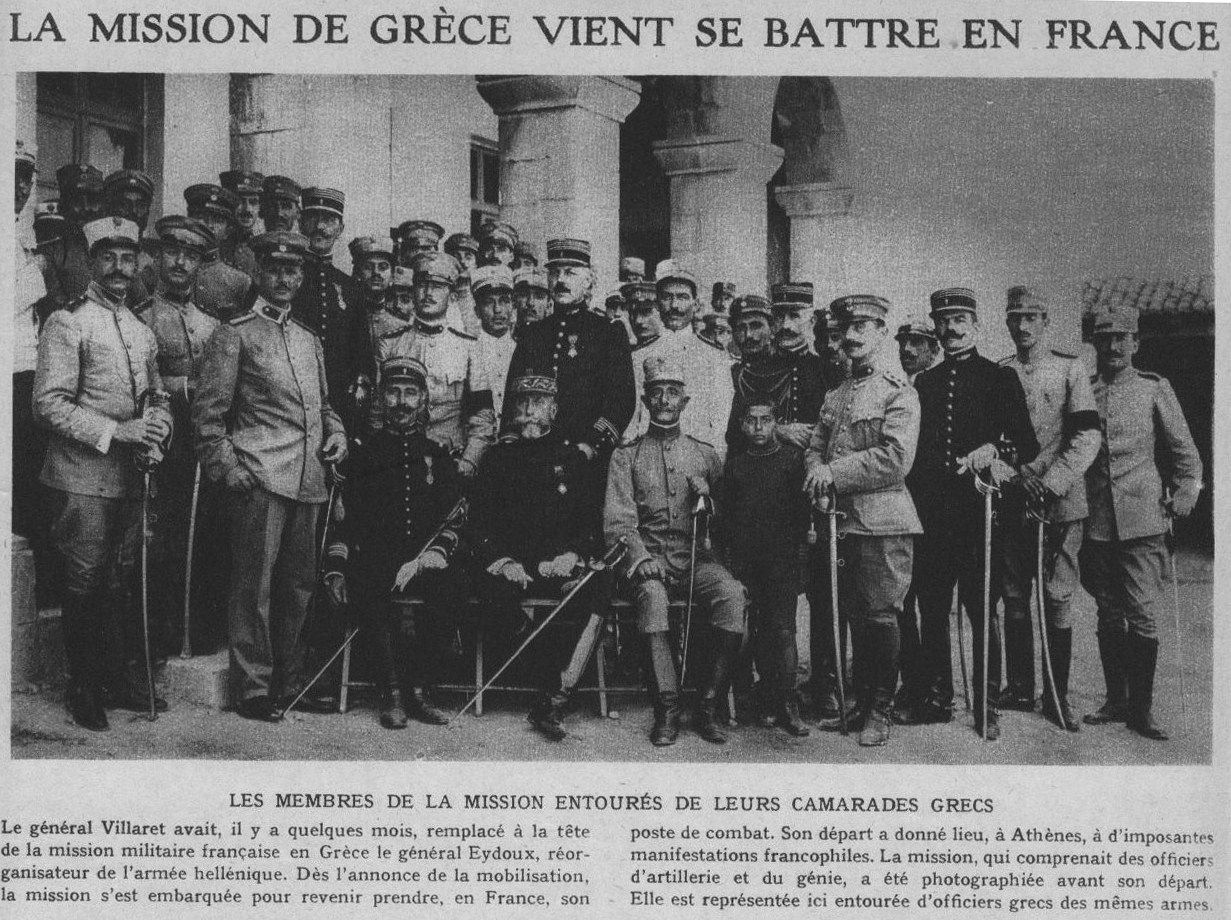
Французская военная миссия покидая Грецию в июле 1914 года

В 1911 году Венизелос пригласил французскую военную миссию (13 человек), под руководством генерала Joseph-Paul Eydoux для переподготовки греческой армии. Для этого Венизелосу понадобилось преодолеть сопротивление наследного принца и главнокомандующего армии Константина, который настаивал что надо было пригласить немецкую миссию.
В мае 1912 года, после больших военных учений в Танагре, Константин попытался поставить под сомнение результаты работы миссии, что вынудило Венизелоса срочно замять назревающий скандал:222.
Результаты работы миссии проявились в Балканские войны 1912—1913 годов, во время которых возрождённая греческая армия нанесла поражения сначала турецкой, а затем болгарской армии.

## Греческая артиллерия накануне Балканских войн
Согласно новому закону от 7 января 1912 года «о составе действующей армии», артиллерия состояла из: штаба, 4 полков полевой артиллерии, из которых три имели по 3 дивизиона с 2 батареями, а четвёртый 4 дивизиона с 2 батареями (1-й полк базировался в городе Лариса, в то время как 2-й, 3-й и 4-й полки базировались в Афинах), 2 полка горной артиллерии с 2 двумя дивизионами каждый по 2 батареи (оба полка базировались в Афина), батальона тяжёлой артиллерии в составе 3 батарей (базировался в Афинах), 4 транспортных рот (по одной на каждый полк) и 1 ремонтной роты. Таковым и был состав греческой артиллерии до Первой Балканской войны в 1912 году.
Полки полевой артиллерии в тактическом плане подчинялись четырём дивизиям, но часто случалось что по разным обстоятельствам более одного полка находились в подчинении одной дивизии. Полки горной артиллерии были разбиты на отдельные дивизионы. Тяжёлая артиллерия была использована вся (исключительно) в Эпире. В назревавшей войне Греция обязалась перед союзниками мобилизовать, кроме своего флота, 8 пехотных дивизий и 1 кавалерийскую бригаду (120 тыс. человек и 180 артиллерийских орудий):247.